# Carolinensiel

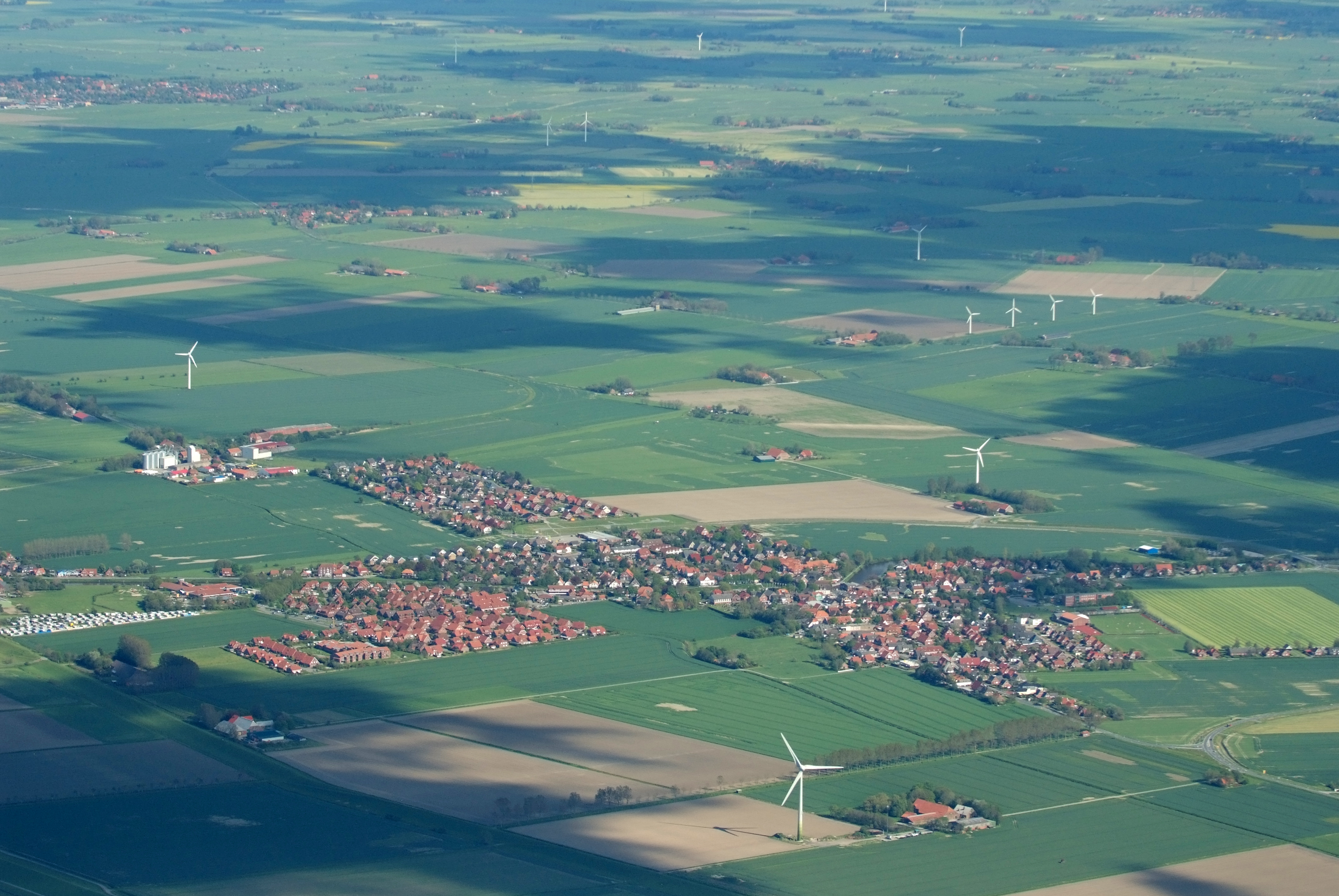
Luftaufnahme von Carolinensiel (Mai 2012)

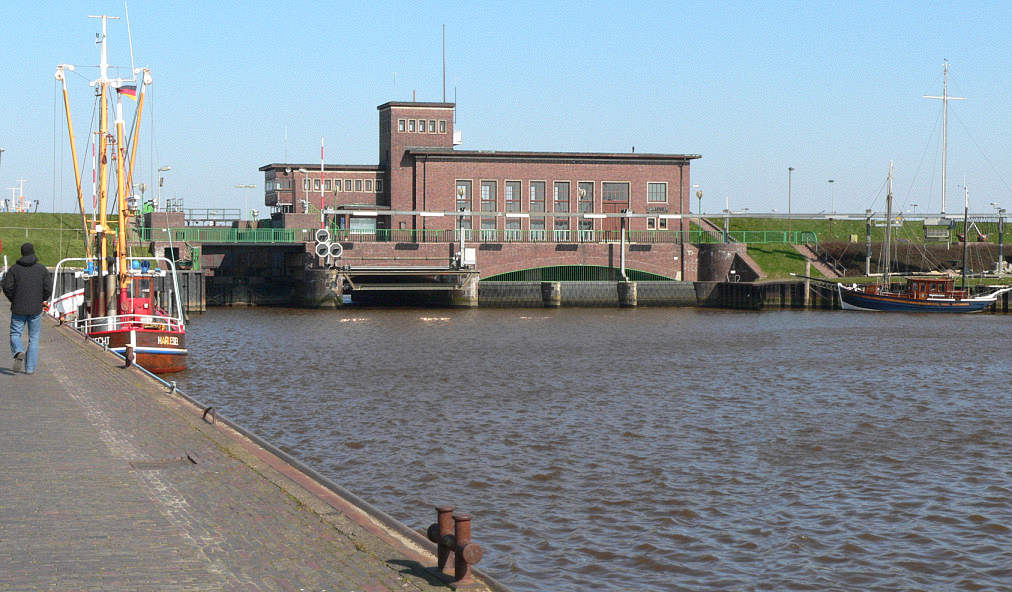
Das Carolinensiel vorgelagerte Harlesiel mit 1955 in Betrieb gegangenem Schöpfwerk

Carolinensiel ist ein Stadtteil von Wittmund im gleichnamigen Landkreis in Niedersachsen. Namensgeberin des 1730 gegründeten Sielortes und Fischerdorfes war die Gemahlin Sophie Caroline des Ortsgründers Georg Albrecht von Ostfriesland.

## Geografie

### Geografische Lage
Carolinensiel ist der nördlichste Ortsteil von Wittmund. Er befindet sich zwischen Neuharlingersiel im Westen und dem östlichen Ende der Ostfriesischen Halbinsel bei Schillig. Die Entfernung nach Wittmund im Süden beträgt 13 Kilometer, wo auch die Harle ihren Ursprung hat. Carolinensiel liegt am Unterlauf der Harle, rund zwei Kilometer südlich der heutigen Mündung in die Nordsee bei Harlesiel. Zwischen beiden Ortsteilen bildete das Sieltor der Friedrichsschleuse lange Zeit den seeseitigen Abschluss des Sielhafens von Carolinensiel.
Carolinensiel befindet sich westlich der „Goldenen Linie“. Diese entstand im 17. Jahrhundert als Grenze zwischen dem Fürstentum Ostfriesland und der Grafschaft Oldenburg. Heute ist sie Grenzlinie zwischen den Landkreisen Wittmund und Friesland. Dadurch gehören der ehemalige Bahnhof Carolinensiel, der Ostteil des Außenhafens Harlesiel (Fähranleger nach Wangerooge) und der Flugplatz Harle zur Gemarkung Middoge der Gemeinde Wangerland im Landkreis Friesland.

### Gliederung der Gemarkung Carolinensiel
Zur Gemarkung Carolinensiel gehören neben dem Hauptort auch die Siedlungen Friedrichsschleuse und Harlesiel sowie die Kleinsiedlungen bzw. Gehöfte Friedrichsgroden, Horstenau, Kleehof, Tannenwerth, Carolinengroden-Westseits, Carolinengroden-Ostseits, Seeburg, Carolinenland, Fürstinnen-Grashaus, Hespenhausen, Groß Charlottengroden, Klein Charlottengroden, Carolinengrodendeich, Werdumer Altengroden, Schiefe Grashaus und Schwarzehörn (von Nord nach Süd aufgezählt). Die Siedlung Bahnhof Carolinensiel gehört aufgrund ihrer historischen Entstehung (Bau der Bahnstrecke Jever–Harle auf dem Gebiet des Großherzogtums Oldenburg) heute zur Gemarkung Middoge der Gemeinde Wangerland im Landkreis Friesland.

## Geschichte

### Landgewinnung und Grenzziehung
Wo heute Carolinensiel liegt, befand sich noch vor wenigen Jahrhunderten ein Ausläufer der Nordsee. Die Harlebucht erstreckte sich zwischen dem heutigen Neuharlingersiel und Minsen bis kurz vor Funnix und Werdum. Um 1500 begann man mit der systematischen Landgewinnung durch Eindeichung. Stück für Stück wurde der Nordsee neues, fruchtbares Marschland abgerungen.
Zur Vermeidung von Konflikten um das neue Land einigten sich im Jahr 1666 Fürstin Christine Charlotte von Ostfriesland und der Herr von Jever, Graf Anton Günther von Oldenburg, auf die zukünftige Grenze. Vom Treffpunkt der ostfriesischen und jeverschen Deiche am Pfahldeich südöstlich von Carolinensiel zog man auf der Seekarte mit goldener Tinte eine Linie bis zu einem Punkt genau zwischen den Inseln Spiekeroog und Wangerooge. Die „Goldene Linie“ ist heute noch die Grenze zwischen dem ostfriesischen Landkreis Wittmund und dem Landkreis Friesland. Die alte Bahnlinie (Jever Bf – Harle Bf) der ehemaligen Großherzoglichen Oldenburgischen Staatseisenbahnen (GOE) nach Harlesiel und der Fähranleger nach Wangerooge liegen schon auf friesländischem Gebiet, da sie zur Anbindung der ebenfalls friesischen/oldenburgischen Insel Wangerooge dienten. Die Grenze verläuft mitten durch das Becken des Außenhafens Harlesiel.

### Entstehung des Sielhafens

Panoramaaufnahme des Carolinensieler Hafens

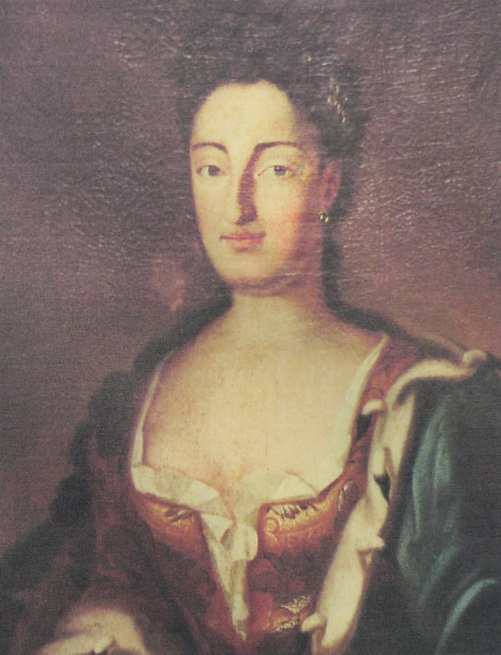
Namensgeberin des Ortes: Fürstin Sophie Caroline, Ehefrau von Georg Albrecht von Ostfriesland

Skulptur im Alten Hafen von Carolinensiel. Sie symbolisiert den „Cliner Wind“

Im Jahr 1729 wurde die Eindeichung des Carolinengroden abgeschlossen. Wo die Harle auf den Deich traf, wurde ein Sielhafen angelegt, der heutige Museumshafen. Durch das Siel unter der Brücke konnte das Binnenwasser bei Ebbe ins Meer abfließen. Am 16. März 1730 vergab Fürst Georg Albrecht von Ostfriesland die ersten Grundstücke an die ersten 23 Neusiedler. Sie umfassten nur 200 m² und lagen rund um den Hafen. Die Siedler bekamen noch 1–2 ha Land zur Selbstversorgung und genossen für zehn Jahre Steuerfreiheit. Dies war die Geburtsstunde von Carolinensiel. Namensgeberin war die Gemahlin des Fürsten, Sophie Karoline von Brandenburg-Kulmbach. Ihr machte der Fürst die Domäne Fürstinnen-Grashaus im Carolinengroden zum Geschenk, von der sie bis zu ihrem Tode 1764 Einkünfte bezog. Rund 70 Jahre nach der Gründung 1798 hatte der Ort rund 750 Einwohner, die in der Schifffahrt oder Landwirtschaft tätig waren.
Carolinensiel entwickelte sich auch wegen seiner geschützten Lage zum wichtigsten Hafen im nördlichen Ostfriesland. Durch den Bau des neuen Deichs und der Friedrichsschleuse im Jahr 1765 war er als einziger ostfriesischer Sielhafen dem Meer nicht mehr direkt ausgesetzt und vor Sturmfluten geschützt. Der Bau eines offenen Siels und einer Klappbrücke an der Friedrichsschleuse ermöglichte es den Segelschiffen, den alten Hafen problemlos zu erreichen. Von Carolinensiel aus stachen kleine Frachtensegler in See. Mit ihrem geringen Tiefgang waren sie an das Wattenmeer angepasst. Die Schiffe hatten drei bis sechs Mann Besatzung und befuhren die Nord- und Ostsee sowie das Mittelmeer. Einige von ihnen überquerten sogar den Atlantik. Die Schiffer exportierten die Agrarprodukte der Marsch: Getreide, Gemüse, Kartoffeln und Milchprodukte. Importiert wurden Holz, Steine, Kohle und Kolonialwaren aus Skandinavien und Großbritannien mit seinen Kolonien.

### Blütezeit
Während der siebenjährigen französischen Besetzung durch Napoleon ab 1806 kam der Handel im Hafen fast zum Erliegen. Die von Frankreich erlassene Kontinentalsperre untersagte den Handel mit Großbritannien. In dieser Zeit blühte der Schmuggel mit Tee, einem für Ostfriesen wichtigen Lebensmittel. Obwohl auf Schmuggel die Todesstrafe stand, wurde der Tee über das zu dieser Zeit zu Großbritannien gehörende Helgoland eingeführt. Bis 1997 verfügte Carolinensiel über eine Zolldienststelle (Grenzaufsichtsstelle).
Seine Blütezeit erlebte der Hafen von Carolinensiel Mitte des 19. Jahrhunderts. Um 1860 gab es hier allein 40 Kapitäne mit insgesamt 59 Schiffen, außerdem zwei Werften, vier Brauereien und zahlreiche Gaststuben. Täglich liefen um die sieben Schiffe ein oder aus. Heute liegen im Museumshafen wieder die typischen Plattbodenschiffe vor Anker und erinnern an die große Zeit der Carolinensieler Seefahrt. In den Ausstellungen des Deutschen Sielhafenmuseums Carolinensiel werden die Segelschifffahrt, das maritime Handwerk und das Leben der Kapitänsfamilien an Land dargestellt.
Anfang des 20. Jahrhunderts ging diese Epoche jedoch zu Ende. Die Segelschiffe konnten mit den größeren, schnelleren Dampfschiffen und mit der Eisenbahn nicht mehr konkurrieren. Die Carolinensieler stellten sich auf die Fischerei um. Der Sielhafen wurde nicht mehr gepflegt und setzte sich allmählich bis auf eine Entwässerungsrinne mit Schlick zu.

### Fischerei

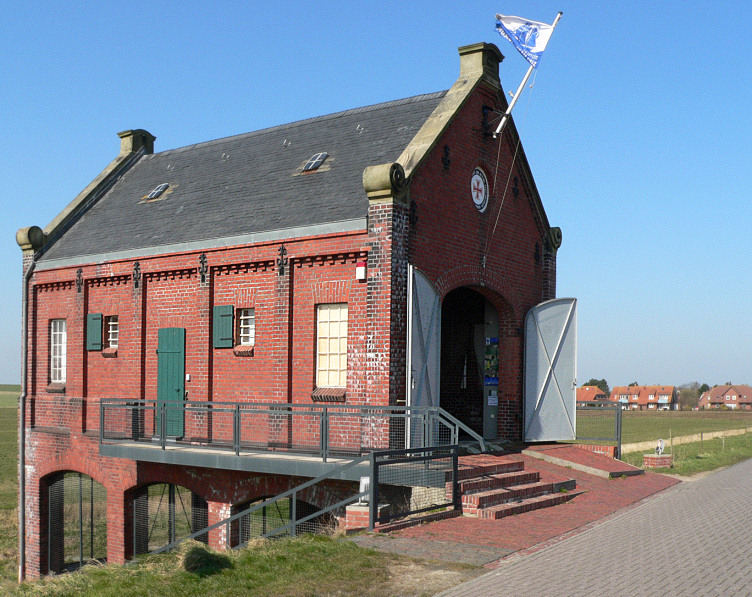
Historischer Rettungsbootschuppen

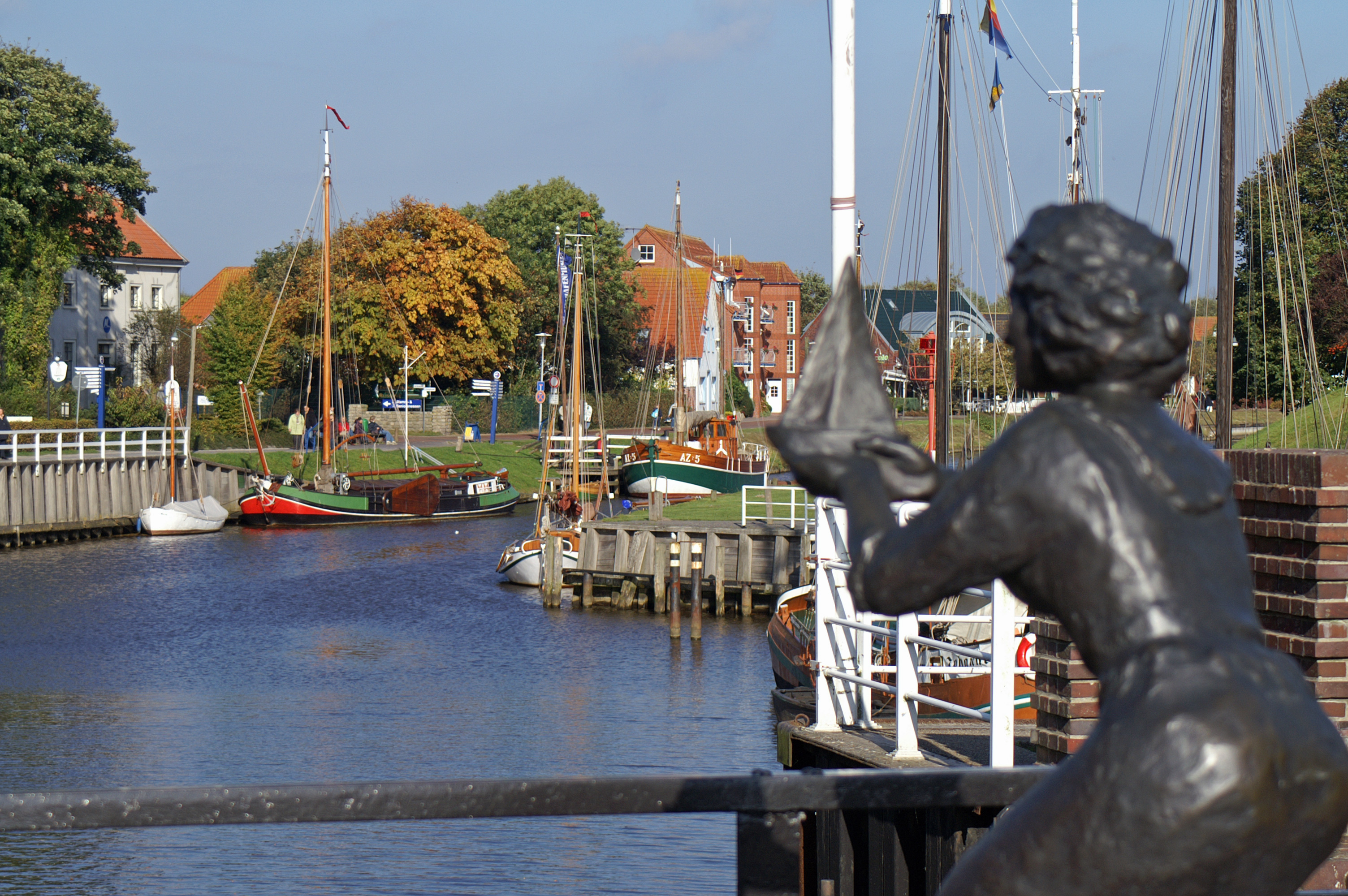
Hafen von Carolinensiel, im Vordergrund die 2005 zur 275-Jahr-Feier des Ortes aufgestellte Skulptur

Im Hafen an der Friedrichsschleuse waren die Fischkutter beheimatet. Sie fingen Plattfisch und Muscheln, vor allem aber Krabben (Nordseegarnelen). Bis in die 1930er Jahre war in Carolinensiel eine Konservenfabrik ansässig, die Muscheln und Krabben bis nach Berlin verschickte. Viele Bauernfamilien im Hinterland verdienten sich ein Zubrot durch das Schälen von Granat, den Speisekrabben für den menschlichen Verzehr. Vor der Friedrichsschleuse betrieb die Firma Albrecht eine Darre, auf der kleinere Krabben, der Gammel, für die Verarbeitung zu Viehfutter getrocknet wurden. Nach dem Bau des neuen Außenhafens in Harlesiel fanden die Carolinensieler Kutter dort eine neue Heimat.

### Nordseebadeort
Mit der ersten Badesaison auf Wangerooge im Jahr 1804 begann auch für Carolinensiel die Geschichte des Nordseetourismus. Der Ort wurde zur Durchgangsstation für die Badegäste der Inseln. Die Fährschiffe nach Wangerooge und Spiekeroog legten zunächst von der Friedrichsschleuse ab. Die Großherzogliche Oldenburgische Eisenbahn (GOE) eröffnete 1888 die Bahnlinie von Jever nach Carolinensiel (1988 Stilllegung). 1890 wurde sie zum Fähranleger in Harlesiel verlängert. Der Zugfahrplan richtete sich nach den Gezeiten. Der Versuch zu Beginn des 20. Jahrhunderts, Carolinensiel selbst als Seebad zu etablieren scheiterten noch an der Konkurrenz der Inseln.
Die Entwicklung hin zum Nordseebad begann 1953 mit dem Bau des neuen Deichs, des Schöpfwerks und des Hafens in Harlesiel. Durch die Aufschüttung von 20.000 m³ Sand schuf man einen eigenen Badestrand. In der Folgezeit kamen Strandhalle, Campingplatz und Meerwasserfreibad hinzu. Die Gemeinde Carolinensiel mit Harlesiel fusionierte am 1. Juli 1968 mit den Gemeinden Berdum und Funnix zur Gemeinde Harlesiel. Diese wurde wiederum am 16. Juli 1972 nach Wittmund eingemeindet. Bis 1989 unterhielt die Deutsche Bundesbahn neben dem Bahnhof Carolinensiel auch einen Bahnhof in Harlesiel an der Bahnstrecke Jever–Harle, der Flugplatz Harle nahm 1973 seinen Betrieb auf. Die Konzentration von Bahnstation, Fähranleger und Flugplatz im Umkreis von 500 Metern war einmalig. Aufgrund ihrer geografischen Nähe zu Harlesiel erhielten Bahnstation, Fähranleger und Flugplatz die Bezeichnung Harlesiel bzw. Harle, obwohl sie östlich der Goldenen Linie, einer historischen Herrschaftsgrenze, liegen. Dadurch befinden sie sich heute in der Gemarkung Middoge der Gemeinde Wangerland im Landkreis Friesland. 1980 wurde das Haus des Gastes an der Kurpromenade fertiggestellt, 1983 der Ort als Nordseebad Carolinensiel-Harlesiel staatlich anerkannt. 1984 öffnete das Deutsche Sielhafenmuseum seine Türen, und von 1986 bis 1990 wurden der Museumshafen und die Friedrichsschleuse wiederhergestellt. Seit Oktober 2021 ist Carolinensiel-Harlesiel offiziell als Nordseeheilbad anerkannt.
In Carolinensiel, Friedrichsschleuse und Harlesiel kann mit den drei Deichen und den drei Häfen die Geschichte vom Frachthafen über den Fischereistandort bis hin zum Nordseebad noch heute hautnah erlebt werden.

## Ortsentwicklung

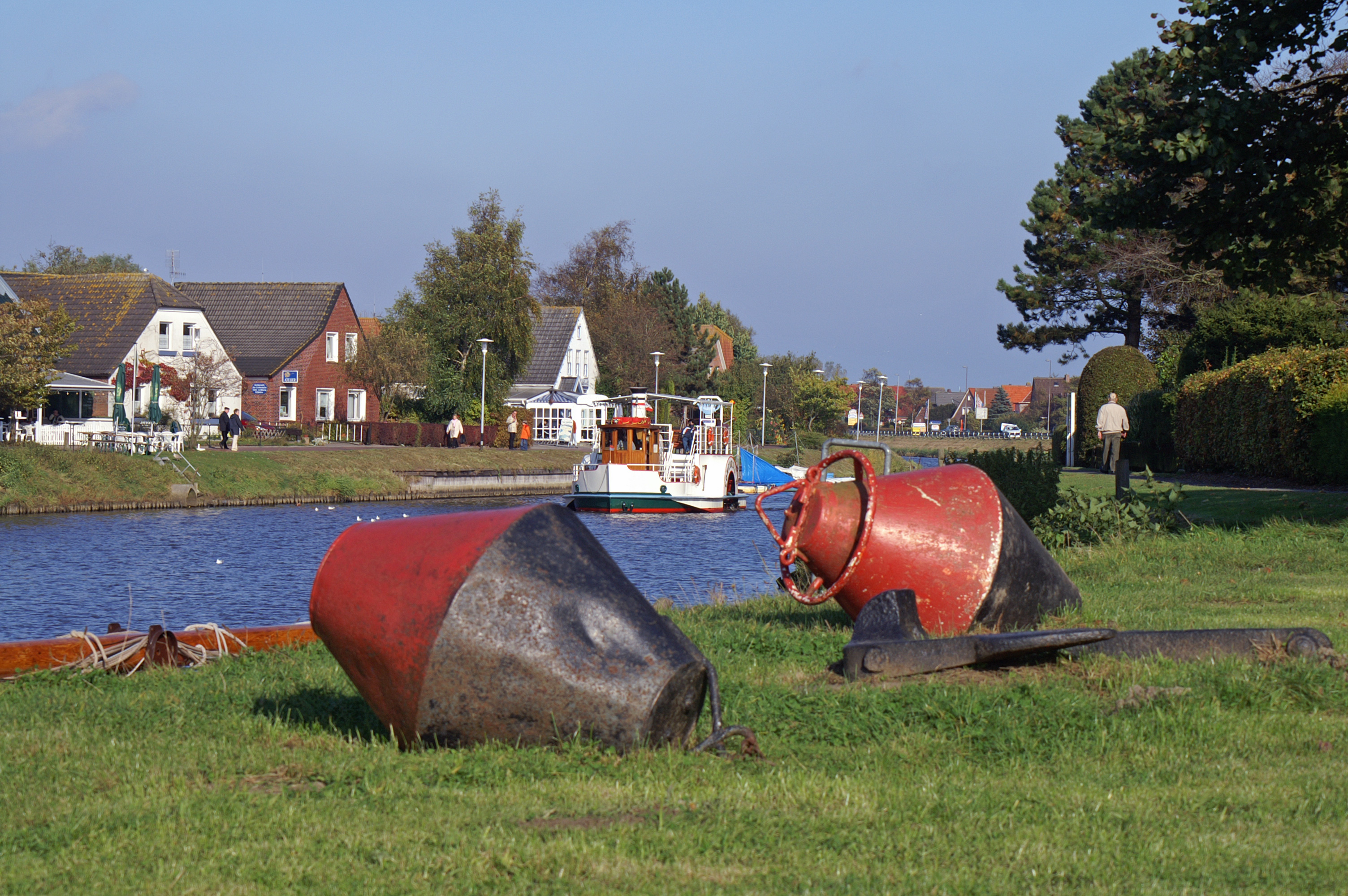
Carolinensiel, 2005

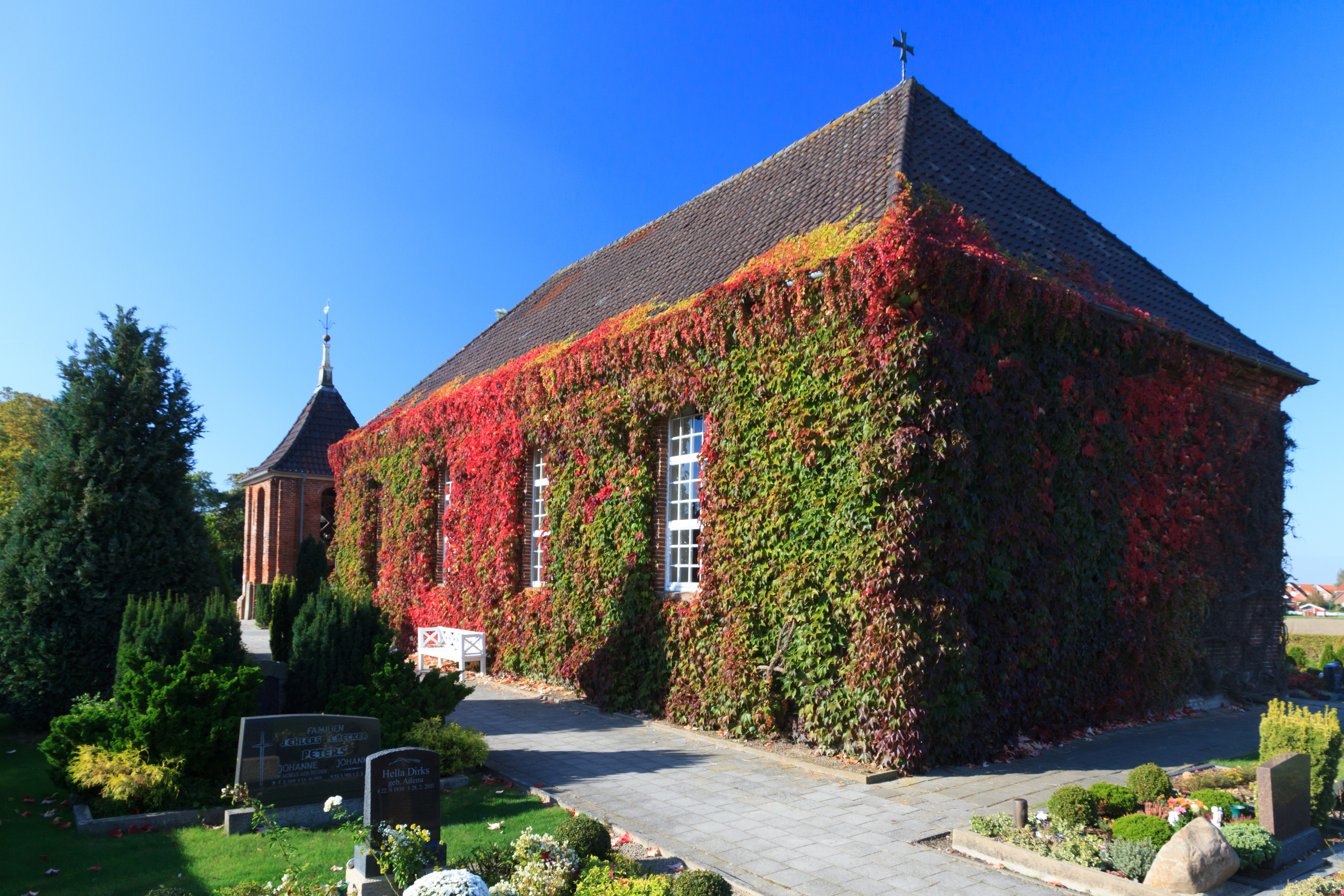
Friedhof und Kirche in Carolinensiel

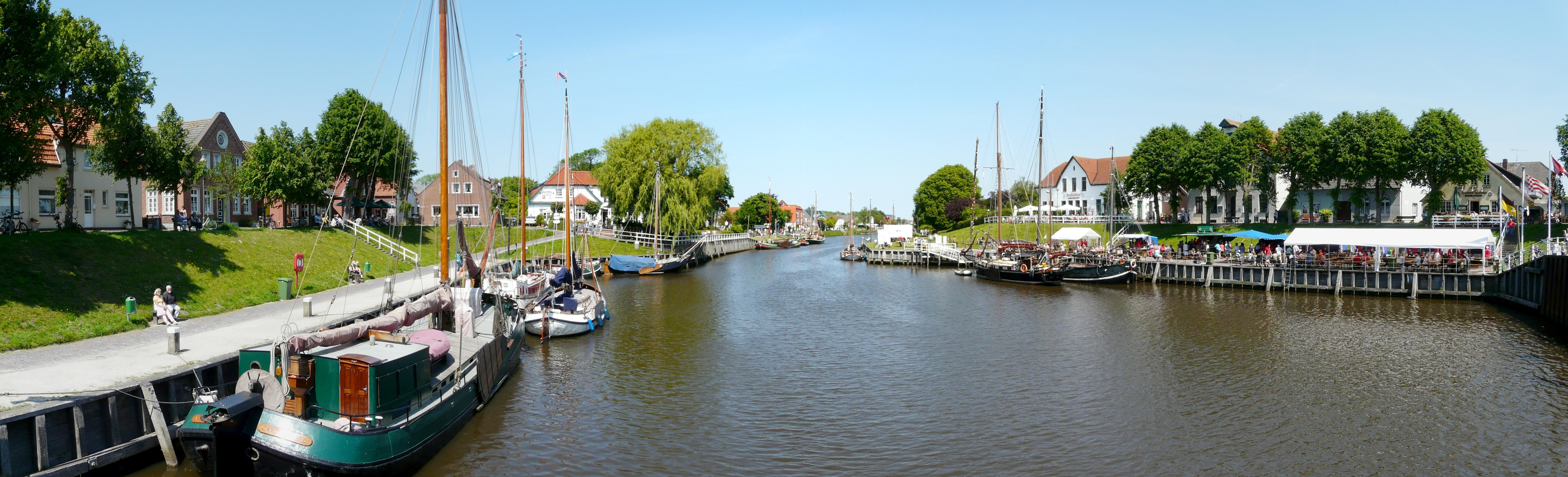
Panorama des Hafens, 2009

Mit der Eindeichung des Bereiches wurde 1617 begonnen, die mit der Gründung des Ortes Carolinensiel im Jahr 1730 beendet war. Obwohl die Grundstücke überregional zur Verteilung ausgeschrieben wurden, meldeten sich nur Personen aus der näheren Umgebung in der Hoffnung auf bessere ökonomische Verhältnisse. Die Entwicklung des Ortes folgte einem detaillierten Plan, die Häuser waren am Hafen meist einstöckig und im rückwärtigen Bereich zweistöckig. Der Plan ermöglichte eine siedlungs-architektonische Einheit durch die Verschmelzung von Hafen, Deichnische, Verkehrslinien und Häuserzeilen.
Durch seine sehr gute Verkehrsanbindung und fruchtbaren Marschen erlebte der Ort bereits zu seiner Gründerzeit einen wirtschaftlichen Aufschwung, so dass bereits 1758 der Bebauungsplan nicht mehr eingehalten werden konnte und der Ort entlang der Hauptstraßen zu wachsen begann. Die Ansiedlung bekam ein zunehmend fleckenmäßiges Aussehen.
1756 beschloss Preußen ein Programm zur Neulandgewinnung, welches in dieser Region die Einweihung des Friedrich-Augsten-Groden am 6. März 1768 zur Folge hatte. Damit drohte der Ort vom Meer abgeschnitten zu werden, also ließ man im neuen Deich ein offenes Siel. Dadurch gewann der Hafen in Carolinensiel den Vorteil der Sturmflut- und Hochwassersicherheit. Der Hafen wurde bedeutendster ostfriesischer Hafen nach Emden. Um 1800 zählt der Ort 749 Personen. Das hatte eine verstärkte Ansiedlung von handwerklichen, gewerblichen und dienstleistungsorientierten Betrieben zur Folge. Es erfolgten weitere Ringbebauungen. Diese Neusiedlungen zeichneten sich durch eine Geschlossenheit und giebelständige Anordnung aus, zusammen mit dem älteren Gebieten entstand ein weitgehend zusammengesetzter Grundriss, welcher durch die hohe Bebauungsdichte fast städtische Züge trug. Unter der napoleonischen Fremdherrschaft stagnierte der Ort, danach florierten zwar Handel und Schifffahrt wieder, Handwerker und Arbeiter wanderten jedoch ab.
Danach verlor der Ort an Bedeutung, weil der binnenländische Handel vom Ort abgezogen wurde. Man wandte sich der Fischerei zu, was für die Bevölkerung einen sozialen Abstieg bedeutete. Der Hafen wurde zur Friedrichsschleuse verlagert und der Ort ging zur Selbstversorgung über. Ab 1880 diente er zunehmend nur noch als Schlafstätte für seine Bewohner, die zur Arbeit nach Wilhelmshaven pendelten. 1956 verlor der Ort endgültig seine Hafenfunktion.
Es gab vor dem Ersten Weltkrieg Ansätze, in Carolinensiel Fremdenverkehr zu etablieren, was allerdings recht bald wieder einschlief. In den 1950er Jahren gab es weitere Versuche dieser Art durch die Gründung des Bade- und Verkehrsvereins 1956. In den 1970ern ging man dazu über, die bereits bestehenden Gebäude als Grundlage für den Fremdenverkehr zu nutzen. Dies wird bis heute getan, was man an der musealen Ausrichtung des Ortes erkennen kann. Durch den Fremdenverkehr bleibt die Vielseitigkeit der Betriebe erhalten, sie ist fast schon städtisch zu nennen. 1983 fand diese Entwicklung ihren vorläufigen Höhepunkt in der Anerkennung Carolinensiels als Nordseebad. 1987 wurde der Museumshafen eröffnet. 2021 erfolgte dann die Prädikatisierung als Nordseeheilbad.

## Fremdenverkehr

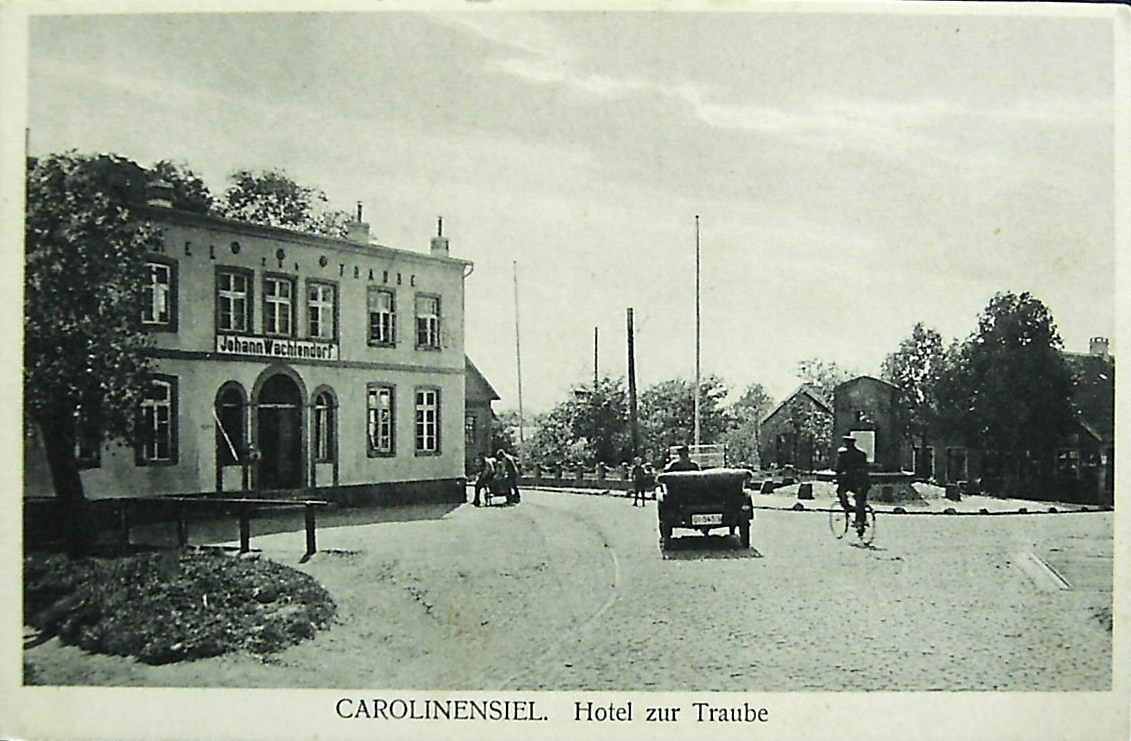
Carolinensiel in den 1920er Jahren

### Erste Berührungen
Da sich seit Mitte des 19. Jahrhunderts ein saisonaler Bäderbetrieb zu den Staatsbädern Norderney und Wangerooge etablierte, kam man in Carolinensiel zwangsläufig zu Berührungen mit dem Fremdenverkehr. Dies bezeugt der archivierte umfangreiche Schriftverkehr aus dem Jahr 1837 zwischen den oldenburgischen und hannoversch-ostfriesischen Behörden, an dem sich auch Carolinensieler Geschäftsleute und Gastwirte beteiligten.
Etwa um 1900 versuchte man, im Bereich der Harle einen kommerziellen Badebetrieb auf dem Festland zu etablieren, der für den Ort zum damaligen Zeitpunkt ökonomisch eher unbedeutend blieb. 

#### Sophie Scholl
Die Widerstandskämpferin Sophie Scholl hat zusammen mit ihrer älteren Schwester Inge 1938 einen mehrtägigen Urlaub in Carolinensiel verbracht. Mit einem Krabbenkutter waren sie auf der Nordsee unterwegs und in Carolinensiel haben die beiden ihre Unterkunft bezogen.

### Impulse zu Beginn der 1950er Jahre
Der Neubau des Schöpfwerks Harlesiel gilt heute in Carolinensiel als Initialzündung für lokale fremdenverkehrliche Impulse. Bei der Planung wurde ein möglicher Fremdenverkehrsaspekt weder betrachtet noch vorhergesehen. Das Schöpfwerk sollte das ökonomische Umfeld Carolinensiels verbessern. Allerdings kam es zu keiner Industrieansiedlung in der Region. So fand in dieser Situation der 1956 gegründete „Bade- und Verkehrsverein“ großen Zuspruch.

### Organisationen
Die Gründung des Fremdenverkehrsvereins 1956 war von Personen des öffentlichen Lebens gut vorbereitet, so dass die Ortsbewohner der neuen Idee positiv gegenüberstanden. Dem Verein schlossen sich bei der Gründung 120 Personen an. Der Verein kümmerte sich um Belange, die mit dem Fremdenverkehr zusammenhängen und half auch beim Bau von privaten Unterkünften.
„Einmal in Gang gesetzt und organisatorisch-planmäßig vorangetrieben, stieß die weitgehend unprofessionelle Arbeit des Bade- und Verkehrsverein relativ schnell an ihre Grenzen. 1964 übernahm die Gemeinde Carolinensiel die Aufgaben einer Kurverwaltung in einer eigenen Abteilung.“
Im Jahre 1969 wurde die Kurverwaltung aus der Gemeindeverwaltung herausgelöst und der neu gegründeten Harlesiel GmbH übergeben. Nach dem Zusammenschluss der Gemeinden Carolinensiel, Berdum und Funnix zur Gemeinde Harlesiel unterstand der GmbH ein Gebiet mit mehreren fremdenverkehrsorientierten Interessen. Nach der Eingemeindung durch die Stadt Wittmund übernahm diese auch den größten Anteil an der Harlesiel GmbH. Damit wurde ein wesentlicher Teil der fremdenverkehrlichen Entwicklung des Ortes den lokalen Handlungsinitiativen entzogen.
Neben der Kurverwaltung entwickelten sich private Initiativen der Vermieter, die sich neben „spezifischen Serviceleistungen und Programmangeboten für Hausgäste“ auch mit der Werbung von Gästen für die eigene Unterkunft befassen.
Aktuell erhebt die Stadt Wittmund für den Bereich Carolinensiel-Harlesiel in der Zeit vom 1. Januar bis 31. Dezember Kurtaxe.
Carolinensiel ist Sitz der im Ausflugs- und Fährverkehr tätigen Reederei Warrings.

### Siedlungsstruktur und Raumnutzung im Zeichen des Fremdenverkehrs
Der Ortskern Carolinensiels und insbesondere der ehemalige Hafenbereich ist auf touristische Betrachtung angelegt, insbesondere durch seine repräsentativen Gärten. Die Wiederherstellung des historischen, musealen Zwecken dienenden „Hafens ohne Nutzen“ ist ein weiterer Schaueffekt, „welcher die Freiräume okkupiert und doch nur die baulichen Sünden der Vergangenheit kaschiert, der die Vielfalt des Gebrauchssystem und ihre Originalität zum Opfer fielen“. Diesem Schaueffekt dienend bauen die Einheimischen ihre Häuser alle im gleichen Stil, die für Touristen dadurch zum Fotoobjekt werden.

## Kultur und Sehenswürdigkeiten
Deutsches Sielhafenmuseum

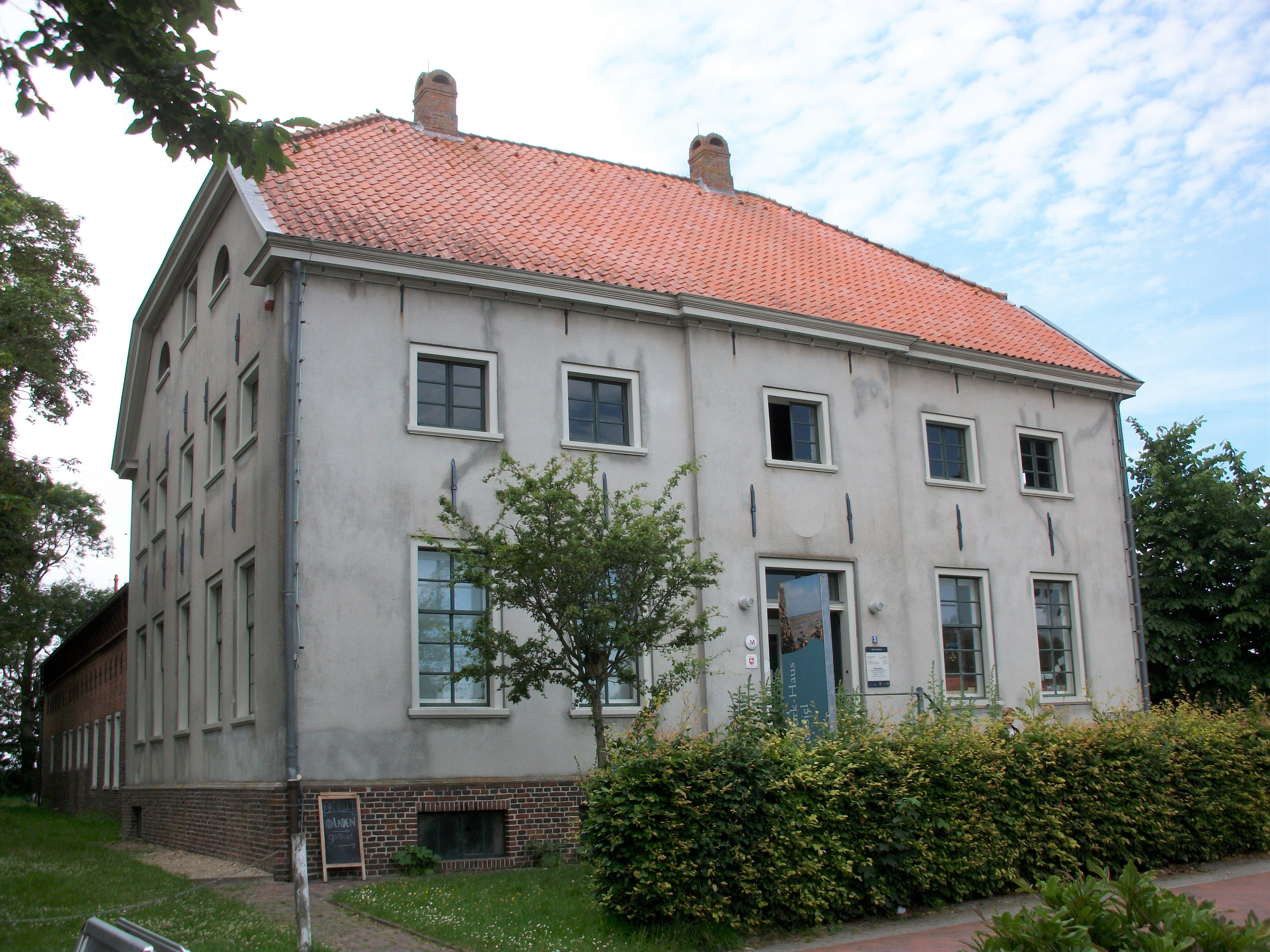
Sitz des Deutschen Sielhafenmuseums in der Alten Pastorei Carolinensiel

Das Deutsche Sielhafenmuseum liegt mit seinen vier historischen Ausstellungshäusern (Groot Hus, Kapitänshaus, Alte Pastorei und dem alten Seenotrettungsschuppen) rund um den Museumshafen in Carolinensiel. Das „Groot Hus“ ist der im Jahr 1840 fertiggestellte Kornspeicher am Alten Hafen. Er zeigt auf seinen Speicherböden eine Ausstellung über Land und See, die Geschichte der Siele und Häfen, des Deichbaus sowie der Fischerei und der Segelschifffahrt. Vom Leben an Land erzählt das „Kapitänshaus“, in dem die gute Stube einer Kapitänsfamilie gezeigt wird. Zur Ausstellung gehören auch die Hafenapotheke, ein ehemaliger Kaufmannsladen und eine Seemannskneipe. Im „Marie-Ulfers-Zimmer“ können Trauungen vorgenommen werden. Die „Alte Pastorei“ beherbergt eine Dauerausstellung über das maritime Handwerk zu den Handwerksberufen Schiffszimmerer, Schmied, Seiler und Segelmacher. Daneben gibt es eine Sammlung originalgetreuer Modelle historischer Segelschiffe und die Gemäldegalerie „Mensch und Meer“. Die vier Gebäude des Museums stehen unter Denkmalschutz.
Museumshafen Carolinensiel
Einst der zweitgrößten ostfriesische Siel- und Handelshafen der Nordseeküste. Durch den Harlesieler Hafen wertlos geworden, wurde er zugeschüttet. Am 9. September 1987 wurde der Museumshafen neu eröffnet. Ein besonderer Höhepunkt ist das jährlich, jeweils am zweiten Wochenende im August stattfindende Sielhafenfest, ein Treffen von Traditionsschiffen.
Galerieholländer

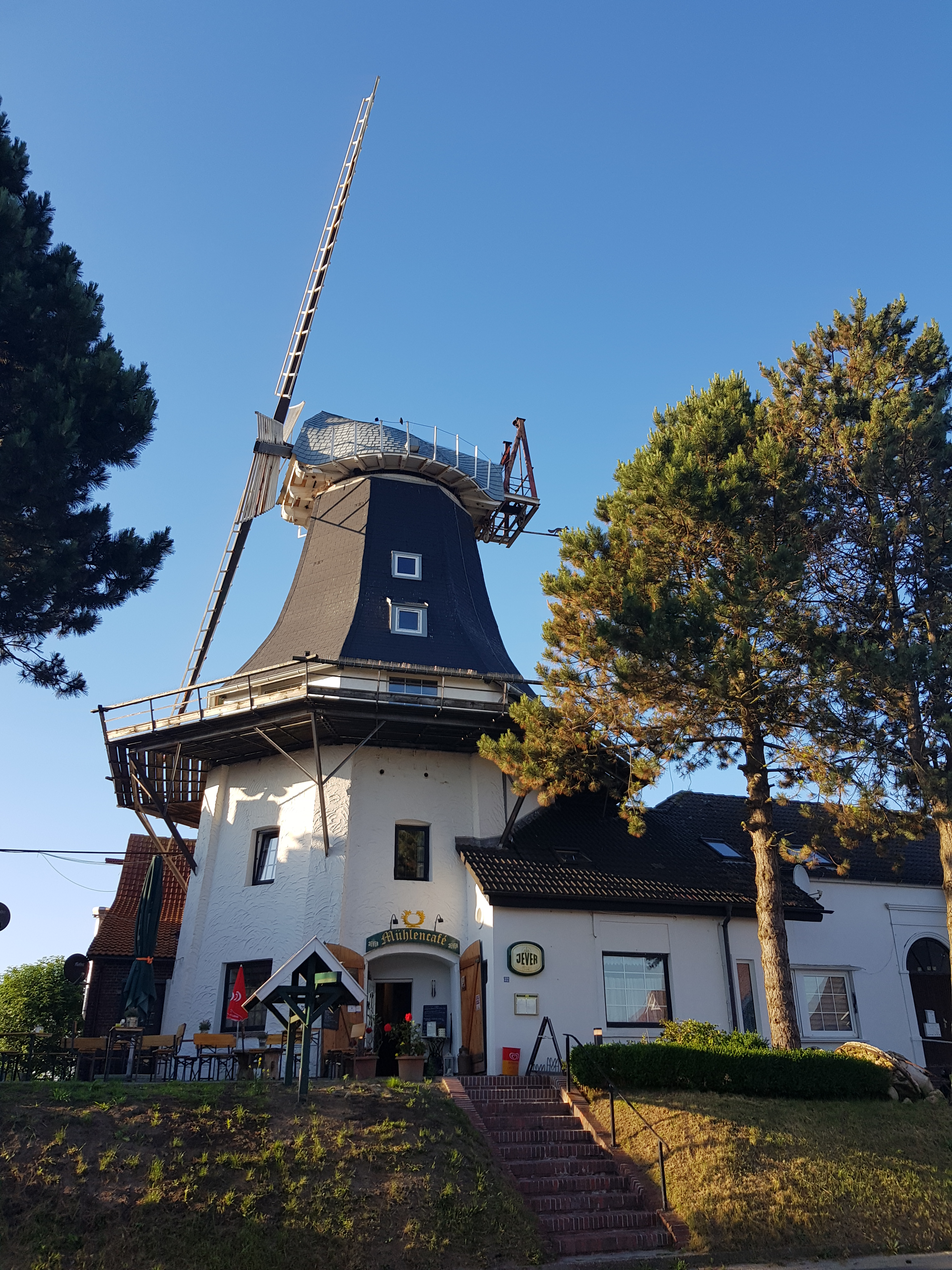
Windmühle Carolinensiel

Die Windmühle auf einem Deich wurde als Galerieholländer erstmals in einem Erbpachtvertrag von 1773 erwähnt. Sie ist in ihrem Äußeren vollständig erhalten und erhielt 1993 neue Flügel; ein Mahlwerk ist jedoch nicht mehr vorhanden. Die Mühle wurde auf einem Deich errichtet und diente früher aufgrund der herausgehobenen Lage Seeschiffen als Landmarke. Heute dient sie den Piloten des Jagdgeschwaders 71 „Richthofen“ als „Turnpoint“. Die Räumlichkeiten der Mühle werden heute als Restaurant genutzt. Die nicht öffentlichen Bereiche der Mühle können nicht besichtigt werden.
Deichkirche
Die Deichkirche stammt aus dem Jahr 1776. Sie ist die nördlichste Kirche des Harlingerlandes und die einzige an der Küste, die auf einem Deich erbaut wurde. 1793 errichtete man den Glockenturm getrennt vom Kirchenbau. Der Turm ist wegen häufiger Sturmwinde niedrig gebaut und trägt auf seiner Spitze einen Schwan, das Symbol der Lutheraner. Den Innenraum des schlichten Saalbaus dominiert eine barocke Altarkanzel. Die Orgel von Hinrich Just Müller aus Wittmund wurde 1782 mit der Empore eingebaut. Bemerkenswert sind die drei Schiffsmodelle, die von Gläubigen als Votivgaben gestiftet wurden: links des Altars die Brigg VENUS von 1776, rechts davon die Fregatte Alje Mehrings aus dem Jahr 1921 und an der Nordseite die Dreimastbark Marie Emilie von 1985.
Erlebnismuseum Phänomania

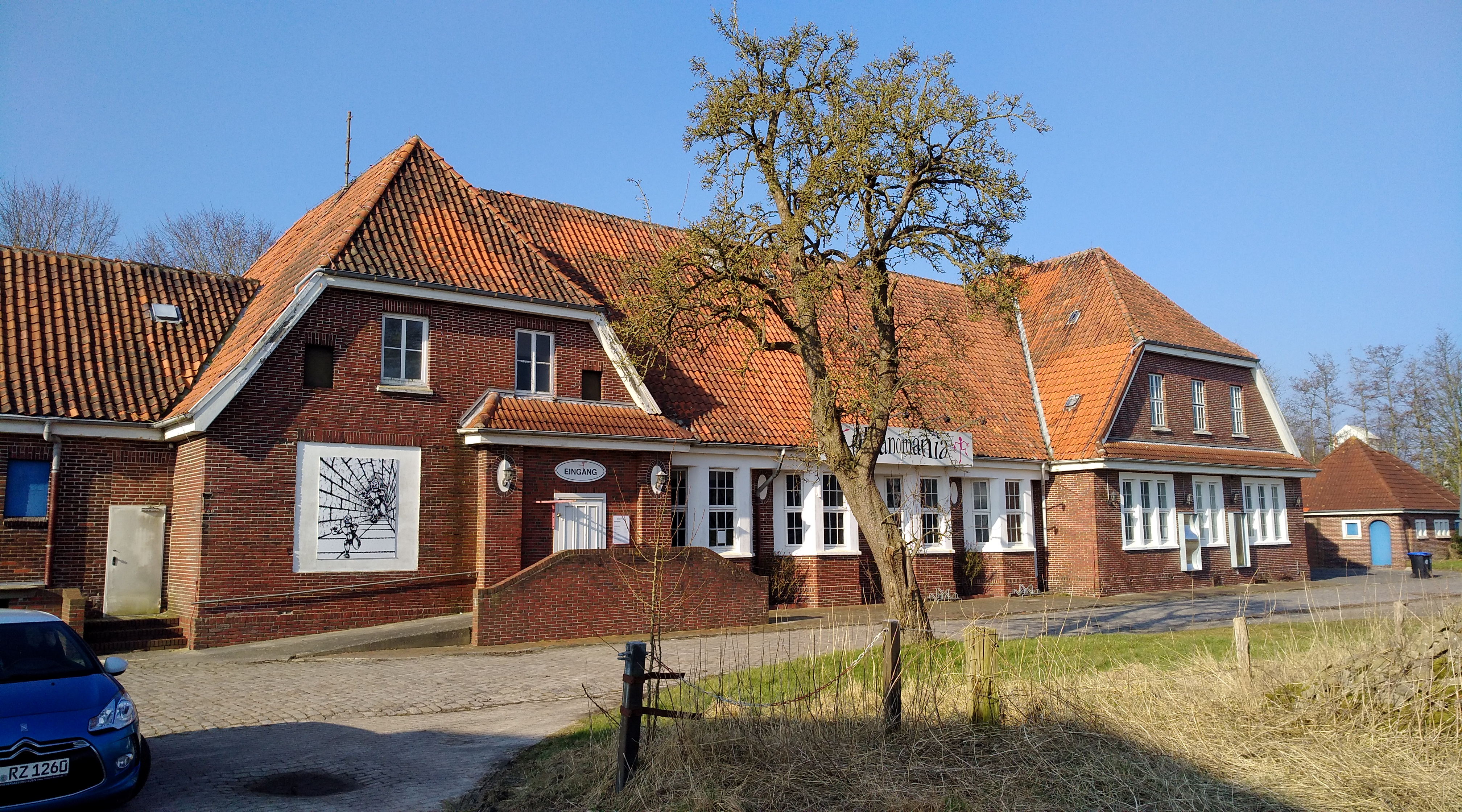
Erlebnismuseum Phänomania im neuen Empfangsgebäude des ehemaligen Bahnhofs Carolinensiel

Seit 2008 gibt es in Carolinensiel das wissenschaftliche Erlebnismuseum Phänomania. Es befindet sich im Empfangsgebäude des ehemaligen Bahnhofs Carolinensiel und bietet etwa 80 verschiedene Experimente zum Selber-Ausprobieren. Der Bahnhof wurde 1909 erbaut und ist bis 1987 genutzt worden. Das Gebäude gehört zu den wenigen unter Denkmalschutz stehenden Bahnhofsgebäuden in Ostfriesland. Aufgrund seiner Lage östlich der Goldenen Linie, einer historischen Herrschafts- und heutigen Landkreisgrenze, befindet er sich in der Gemarkung Middoge der Gemeinde Wangerland.

## Verkehr
Straßenverkehr

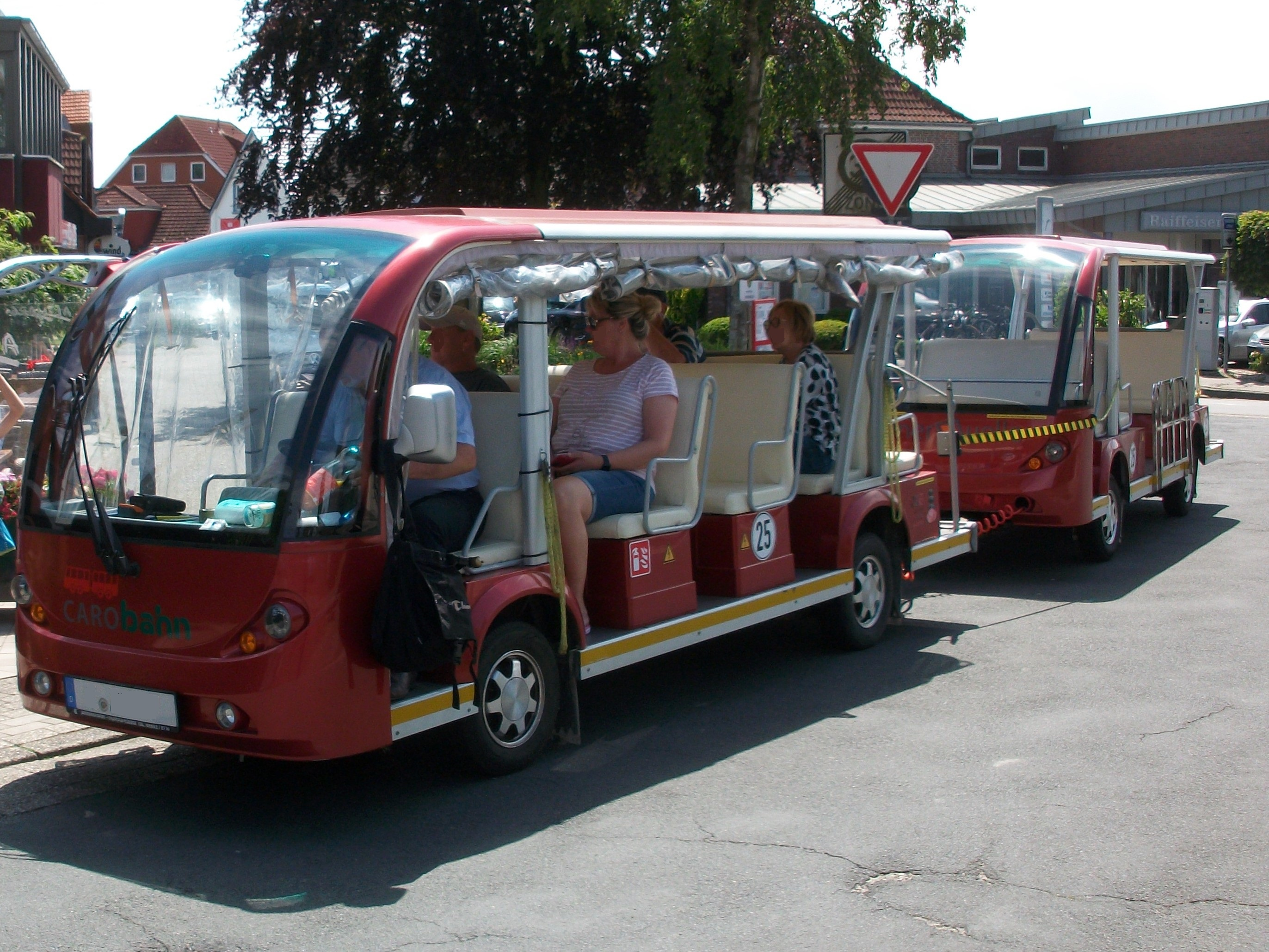
Carobahn in Carolinensiel

Die Bundesstraße 461, welche in Wittmund von der Bundesstraße 210 abzweigt, führt durch Carolinensiel in Richtung Fährhafen Harlesiel. Sie verläuft im Ortsgebiet auf der Ostseite der Harle. Als südliche Ortsumgehung von Carolinensiel dient die „Cliner Straat“.
Neben dem Fährterminal Harlesiel besteht ein kleiner Busbahnhof, wo Linienbusse nach Jever, Wittmund und Norden abfahren. Ein Ersatz für die einstige Bahnlinie nach Jever besteht durch den „Tidebus“ der DB, der einen Anschluss zum Bahnhof in Sande (Friesland) herstellt. Die in Harlesiel abfahrenden Busse bedienen auch die Bushaltestellen in Carolinensiel. Eine touristische Rundfahrt durch Carolinensiel und Harlesiel mit sechs Haltestellen bietet die „Carobahn“ an.
Schiffsverkehr

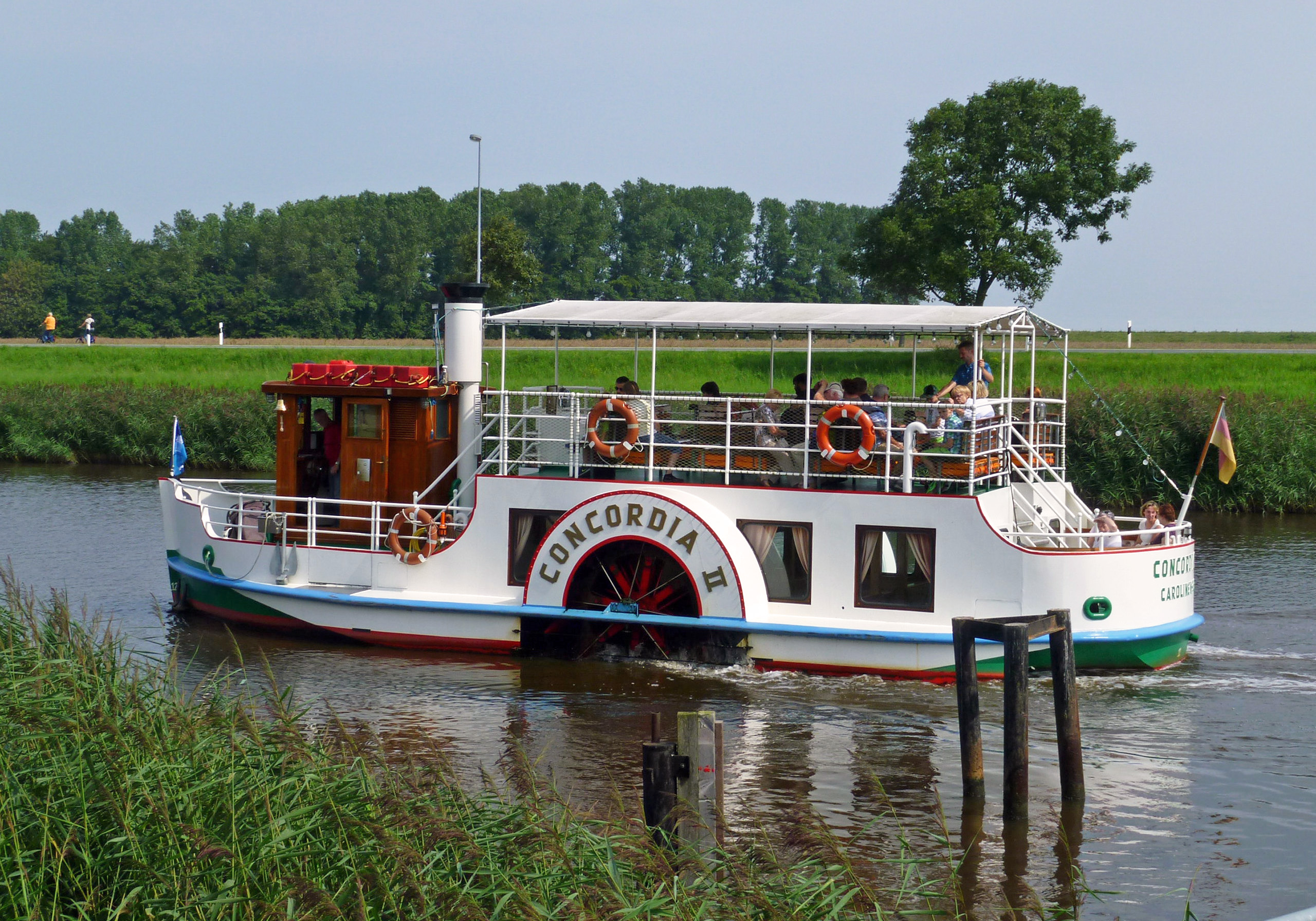
Raddampfer CONCORDIA II auf der Harle

Der heutige Museumshafen Carolinensiel wird heute als Liegeplatz für alte Plattbodenschiffe genutzt. Er war im 18. und 19. Jahrhundert der zweitgrößte ostfriesische Siel- und Handelshafen der Nordseeküste. Als in den Jahren 1953–1956 der vorgelagerte Harlesieler Hafen entstand, wurde der teilweise schon verschlickte Hafen in Carolinensiel zugeschüttet. Mit der Eröffnung des Sielhafenmuseums wurde zu Beginn der 1980er Jahre der Wiederaufbau des Carolinensieler Hafens zum Museumshafen vorangetrieben. 1986 begann der Ausbau des historischen Hafens. Die Friedrichsschleuse in der Harle wurde wieder mit einer Klappbrücke versehen. Am 9. September 1987 erfolgte die Eröffnung des Museumshafens und die ersten Schiffe konnten Carolinensiel wieder anlaufen.
Zwischen Museumshafen Carolinensiel und Binnenhafen Harlesiel pendelt im Sommer der kleine Raddampfer CONCORDIA II über die Harle. Der Binnenhafen Harlesiel besitzt eine große Anzahl an Liegeplätzen für Segler und Motorboote, weshalb er auch Yachthafen genannt wird. Über die Schleuse des Schöpfwerks Harlesiel gelangen die Schiffe in den Außenhafen Harlesiel. Hier befinden sich die Anleger der Inselfähren zur Insel Wangerooge, der Ausflugsschiffe für Fahrten ins Wattenmeer, der Transportschiffe zur Inselversorgung, der Fischkutter und einiger andere Sonderschiffe.
Flugverkehr
Seit 1972 besteht östlich vom Schöpfwerk Harlesiel ein Sonderlandeplatz mit einer asphaltierten Start- und Landebahn von 510 Meter Länge und 20 Meter Breite. Dort betreibt FLN Frisia-Luftverkehr den Flugverkehr mit regelmäßigen Verbindungen nach Wangerooge. Daneben werden auch Flüge zu den anderen Ostfriesischen Inseln und nach Helgoland angeboten. Die Anfahrt zum Empfangsgebäude erfolgt über das davor liegende Parkplatzgelände. Der Flugplatz befindet sich aufgrund seiner Lage östlich der Goldenen Linie auf dem Gebiet der Gemeinde Wangerland (Kreis Friesland).
Schienenverkehr (ehemalig)

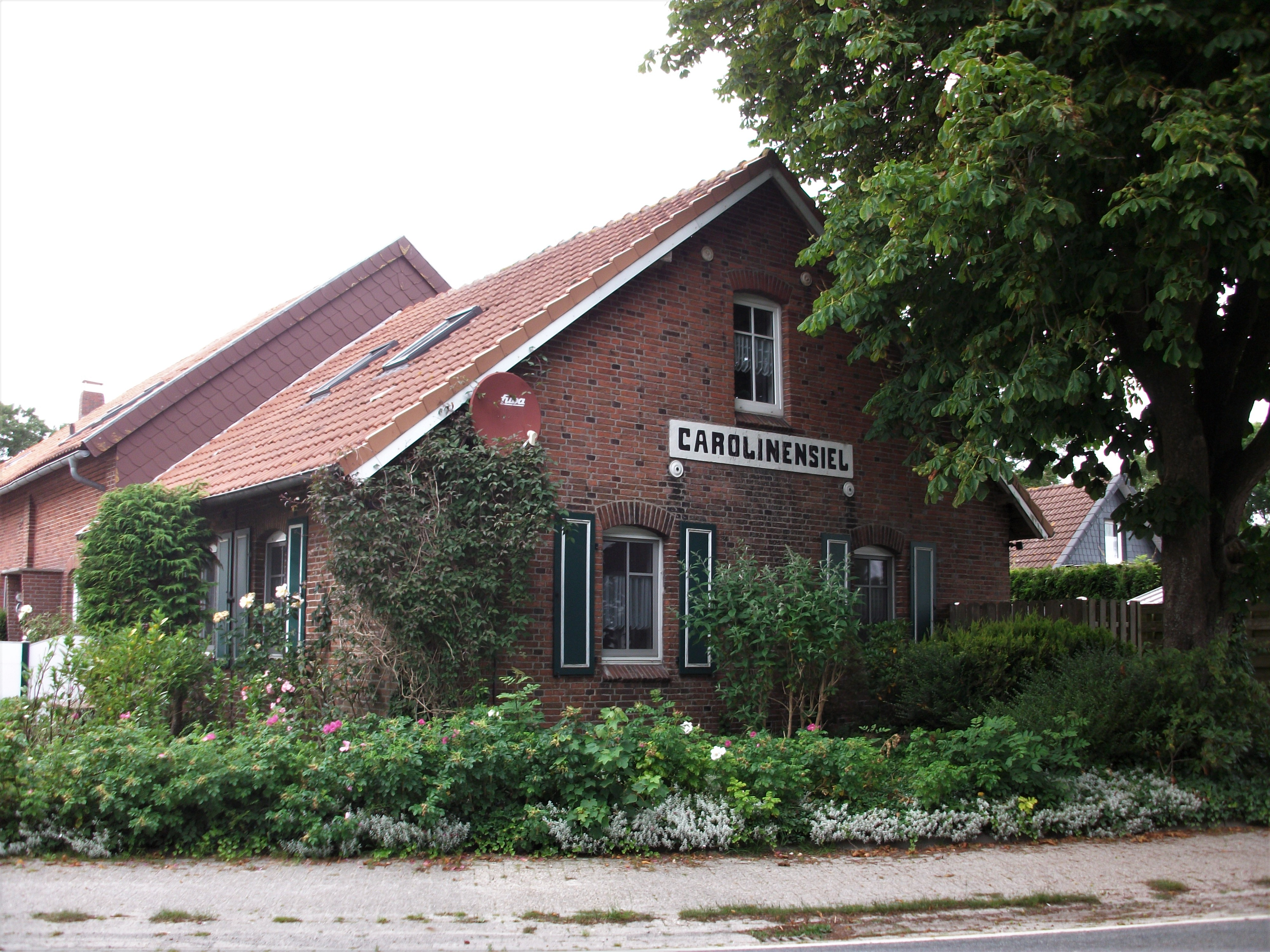
Bahnhof Carolinensiel, altes Empfangsgebäude

Carolinensiel besaß zwischen 1888 und 1990 einen Bahnhof an der Bahnstrecke Jever–Harle. Ursprünglich endete die Bahnstrecke an der Friedrichsschleuse nördlich von Carolinensiel. Der Anschluss zum Anleger Harle erfolgte am 1. Juli 1890. Der Bau der Bahn war vom Großherzogtum Oldenburg initiiert worden, um den Badebetrieb auf der einzigen oldenburgischen Nordseeinsel Wangerooge zu fördern. Dadurch befindet sich die einstige Bahntrasse samt den ehemaligen Bahnhöfen Carolinensiel und Harle östlich der historischen Grenze „Goldene Linie“ in der Gemarkung Middoge der Gemeinde Wangerland (heutiger Landkreis Friesland) und nicht in der Gemarkung Carolinensiel (heutiger Landkreis Wittmund), der neben Carolinensiel auch Harlesiel angehört.

## Söhne und Töchter der Stadt
- Ihno Hayen Fimmen (1808–1897), Oberkammerrat in Diensten des Großherzogtums Oldenburg, war maßgeblich an Planung und Bau des Hunte-Ems-Kanals, des Vorläufers des Küstenkanals, beteiligt[12]
- Heinrich Janssen (1864–1919), Erster Bergwerksdirektor der Zeche Radbod in Hamm
- Karl-Heinz Janßen (1930–2013), Redakteur der Wochenzeitung Die Zeit und Historiker zur deutschen Zeitgeschichte
- Gerhard Tjarks (1858–1941), Herausgeber der Deutschen La Plata Zeitung in Buenos Aires
- Marie Ulfers (1888–1960), Schriftstellerin, u. a. „Windiger Siel“